# Ligny-Thilloy
Ligny-Thilloy é uma comuna francesa na região administrativa de Altos da França, no departamento de Pas-de-Calais. Estende-se por uma área de 10,29 km². Em 2010 a comuna tinha 540 habitantes (densidade: 52,5 hab./km²).